# Final de la Liga de Campeones de la OFC 2019
La final de la Liga de Campeones de la OFC 2019 fue el encuentro que decidió al campeón de dicha competición. La disputaron el Hienghène Sport Neocaledonio y el Magenta Neocaledonio. El Hienghène Sport se consagró campeón con un resultado global de 1–0.

## Camino a la final

### Hienghène Sport
| Fecha                                                                       | Fase             | Sede                     | Equipo                     | Equipo           | Resultado | Equipo                        | Equipo          |
| --------------------------------------------------------------------------- | ---------------- | ------------------------ | -------------------------- | ---------------- | --------- | ----------------------------- | --------------- |
| 10 de febrero                                                               | Grupo A          | Stade Yoshida, Hienghène | Bandera de Vanuatu         | Malampa Revivors | 0 - 5     | Bandera de Nueva Caledonia    | Hienghène Sport |
| 13 de febrero                                                               | Grupo A          | Stade Yoshida, Hienghène | Bandera de Nueva Caledonia | Hienghène Sport  | 1 - 0     | Bandera de Polinesia Francesa | Tefana          |
| 16 de febrero                                                               | Grupo A          | Stade Yoshida, Hienghène | Bandera de Nueva Caledonia | Hienghène Sport  | 1 - 1     | Bandera de Papúa Nueva Guinea | Toti City       |
| Hienghène Sport avanzó a cuartos de final primero de su grupo con 7 puntos. |                  |                          |                            |                  |           |                               |                 |
| 6 de abril                                                                  | Cuartos de final | Stade Yoshida, Hienghène | Bandera de Nueva Caledonia | Hienghène Sport  | 2 - 1     | Bandera de Fiyi               | Ba              |
| Hienghène Sport avanzó a semifinales tras ganar por 2–1.                    |                  |                          |                            |                  |           |                               |                 |
| 27 de abril                                                                 | Semifinal        | Numa-Daly Magenta, Numea | Bandera de Nueva Caledonia | Hienghène Sport  | 2 - 0     | Bandera de Nueva Zelanda      | Team Wellington |
| Hienghène Sport avanzó a la final tras ganar por un global de 2–0.          |                  |                          |                            |                  |           |                               |                 |

### AS Magenta
| Fecha                                                                  | Fase             | Sede                         | Equipo                        | Equipo           | Resultado | Equipo                     | Equipo            |
| ---------------------------------------------------------------------- | ---------------- | ---------------------------- | ----------------------------- | ---------------- | --------- | -------------------------- | ----------------- |
| 24 de febrero                                                          | Grupo D          | Estadio Lawson Tama, Honiara | Bandera de Nueva Zelanda      | Auckland City    | 2 - 1     | Bandera de Nueva Caledonia | AS Magenta        |
| 27 de febrero                                                          | Grupo D          | Estadio Lawson Tama, Honiara | Bandera de Islas Salomón      | Solomon Warriors | 0 - 3     | Bandera de Nueva Caledonia | AS Magenta        |
| 2 de marzo                                                             | Grupo D          | Estadio Lawson Tama, Honiara | Bandera de Nueva Caledonia    | AS Magenta       | 10 - 1    | Bandera de Islas Cook      | Tupapa Maraerenga |
| AS Magenta avanzó a cuartos de final segundo de su grupo con 6 puntos. |                  |                              |                               |                  |           |                            |                   |
| 8 de abril                                                             | Cuartos de final | Pater Te Hono Nui, Papeete   | Bandera de Polinesia Francesa | Central Sport    | 0 - 8     | Bandera de Nueva Caledonia | AS Magenta        |
| AS Magenta avanzó a semifinales tras ganar por 8–0.                    |                  |                              |                               |                  |           |                            |                   |
| 28 de abril                                                            | Semifinal        | Numa-Daly Magenta, Numea     | Bandera de Nueva Caledonia    | AS Magenta       | 2 - 1     | Bandera de Nueva Zelanda   | Auckland City     |
| AS Magenta avanzó a la final tras ganar por un global de 2–1.          |                  |                              |                               |                  |           |                            |                   |